# Charles Winkler (architecte)
Pour les articles homonymes, voir Winkler.
Pour l’article ayant un titre homophone, voir Winckler.
Charles Frédéric Antoine Auguste Winkler ou Karl Winkler est un architecte franco-bavarois né le 31 octobre 1834 à Dinkelsbühl (royaume de Bavière) et mort le 23 février 1908 à Colmar.
Bavarois d'origine, il a changé plusieurs fois de nationalité. Durant l'annexion de l'Alsace-Lorraine faisant suite à la guerre de 1870, il fut chargé de la conservation et de la restauration des monuments historiques d'Alsace.
Charles Winkler a  construit ou restauré de nombreux édifices religieux et quelques autres monuments du patrimoine architectural d'Alsace. Il a souvent été surnommé le Viollet-le-Duc alsacien en raison de l'importance quantitative son œuvre et de sa marque sur la conservation des monuments historiques d'Alsace, mais aussi parce que lors de la restauration des édifices il n'hésitait pas à y amener des modifications ou ajouts parfois discutés.

## Biographie
Karl Winkler est né le 31 octobre 1834 à Dinkelsbühl en Bavière où son père Franz Winkler est administrateur des forêts,. Jeune homme, il fait des études d'architecture à Munich puis à Nuremberg avant de se rendre à Paris à l'École des Beaux-Arts où il suit des cours d'histoire de l'art et d'architecture auprès de Jean-Baptiste Lassus, spécialiste de l'architecture médiévale. Il s'engage dans l'armée française quand éclate la guerre d'Italie de 1859. De  1861 à 1863, il est employé par le génie militaire français comme ingénieur-topographe. Naturalisé français en 1864, il s'installe à Haguenau et travaille à la construction de l'usine à gaz.
Charles Winkler se marie le 22 février 1865 avec (Marie Adélaïde) Louise Herrmann, fille d'un juge de paix de Haguenau. Il est nommé architecte municipal et adhère  en 1865 à la Société pour la conservation des monuments historiques d'Alsace dont il rejoindra le Comité en 1874. Après la défaite de la France de 1870, Winkler est muté à Strasbourg et nommé architecte des Monuments historiques de Basse-Alsace par l'administration allemande. En 1874, il brigue la direction des services d'architecture d'Alsace-Lorraine mais n'obtient pas le poste, attribué à un fonctionnaire prussien. Il démissionne alors et s'installe à Colmar en architecte indépendant en 1875. Il obtient un agrément pour les constructions publiques et garde la confiance de l'Oberpräsident von Möller qui le charge de la conservation et de la restauration des monuments historiques d'Alsace. Travailleur infatigable et passionné, Charles Winkler conduit au cours de sa carrière la construction ou la restauration de nombreux édifices, religieux pour la plupart. Après sa retraite en 1899, il préside la Société Schöngauer qui gère le musée Unterlinden de Colmar. Charles Winkler meurt à Colmar le 23 février 1908 d'une crise d'apoplexie.

## Œuvre
Charles Winkler laisse une œuvre considérable. Outre les bâtiments qu'il a fait construire, restaurer ou rénover du nord au sud de l'Alsace, on garde de lui quelques projets non aboutis et de nombreux croquis ou relevés concernant les églises ou châteaux forts d'Alsace ou autres éléments de mobilier recensés dans le patrimoine historique de la région.

### Style architectural

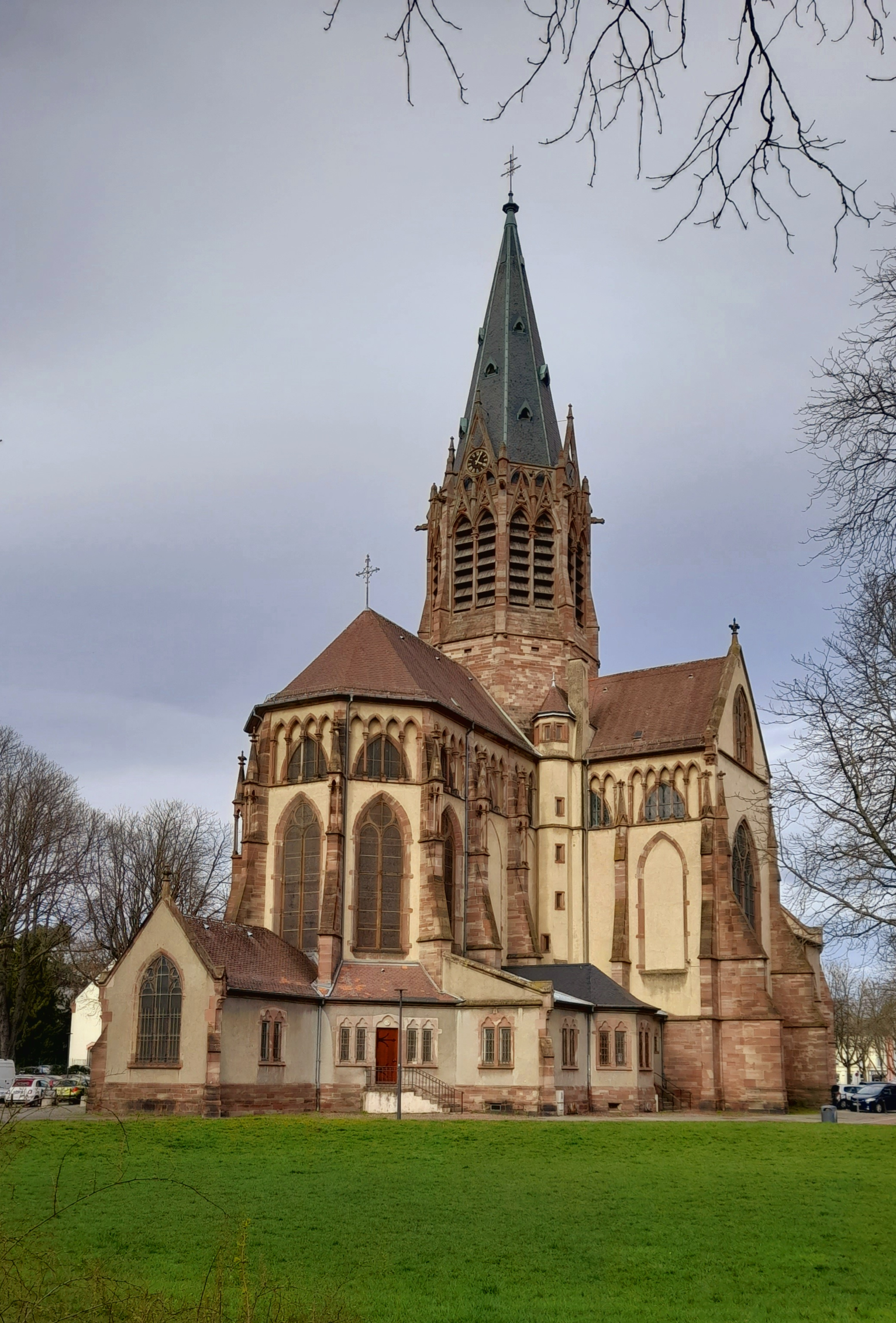
L'église Sainte-Geneviève de Mulhouse : le clocher et le chevet.

Lorsqu'il construit un édifice nouveau, c'est souvent dans les styles néo-roman ou néo-gothique.
Des exemples sont l'église Saint-Louis de Saint-Louis-lès-Bitche (1897-1902) ou l'église Saint-Morand d'Altkirch (1886) pour le style néo-roman, l'église Saint-Maurice de Mutzig (1879-1880) ou l'église Sainte-Geneviève de Mulhouse (1890-1896) pour le néo-gothique. La pierre de taille y est largement utilisée, donnant à ses bâtiments une allure puissante empreinte de romantisme.
Le réagencement du château urbain d'Eguisheim (1886-1903) peut aussi être considéré comme une création de Winkler, puisqu'il ne s'agissait pas ici de reconstruire le château fort, mais de transformer ses ruines en un mémorial à la gloire du Pape alsacien Léon IX. L'architecte avait donc carte blanche; il y bâtit la chapelle Saint-Léon néo-romane qui jouxte l'ancien corps de logis du château auquel il a rajouté une tourelle d'escalier de style néo-renaissance.

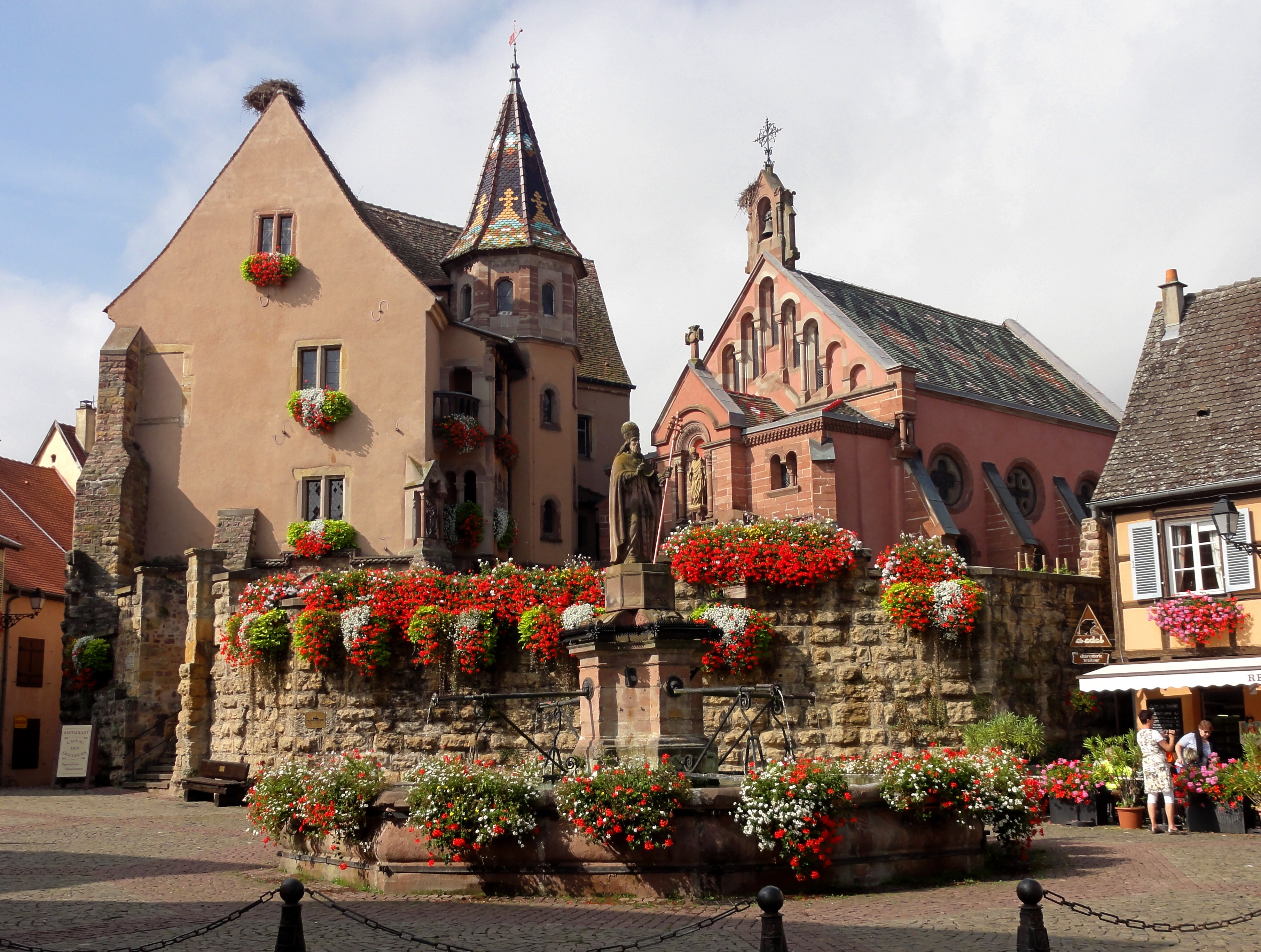
Le château d'Eguisheim réagencé par Charles Winkler : le logis et la chapelle Saint-Léon.
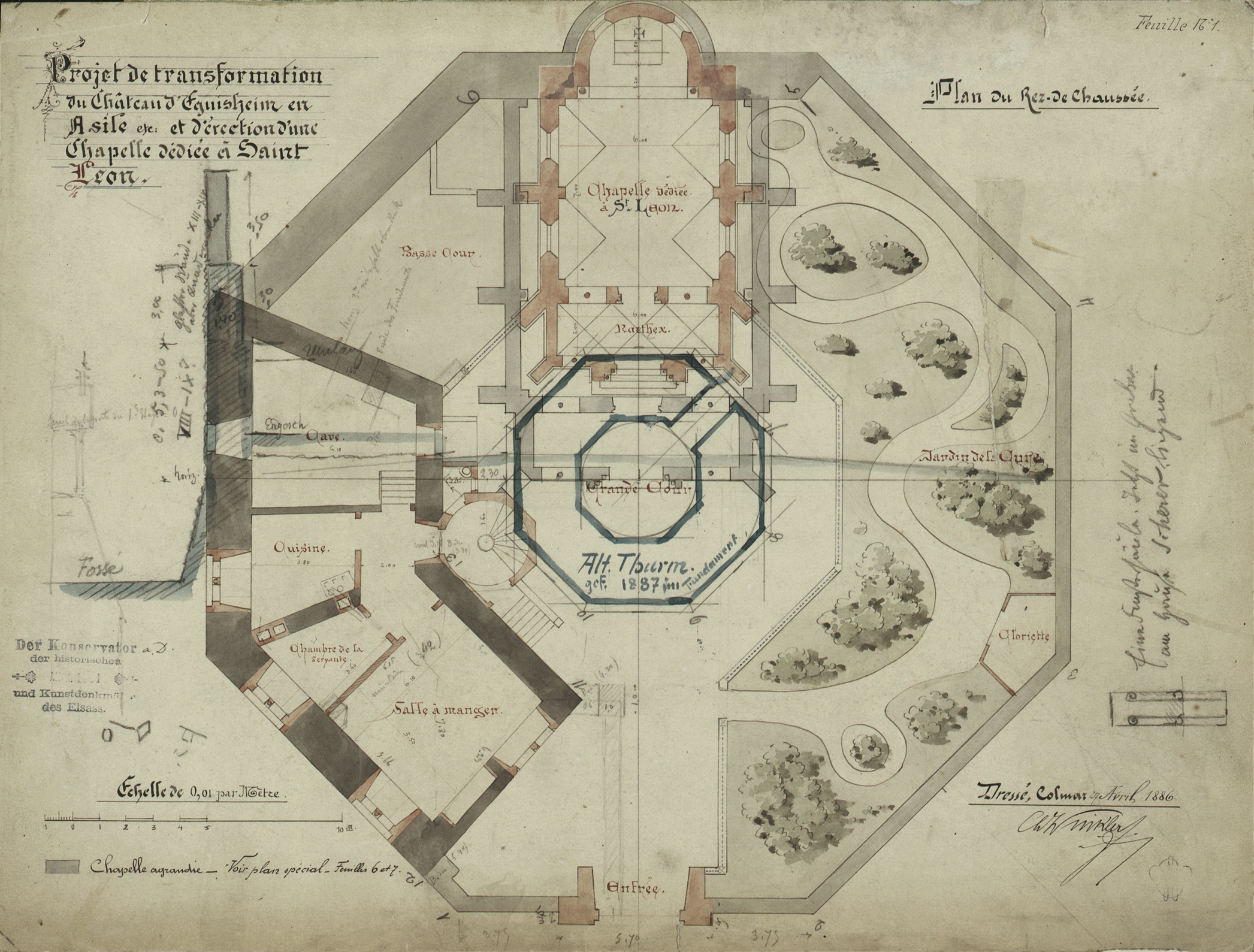
Projet de transformation du Château d'Eguisheim avec érection d'une chapelle, Charles Winkler 1885

### Des restaurations critiquées

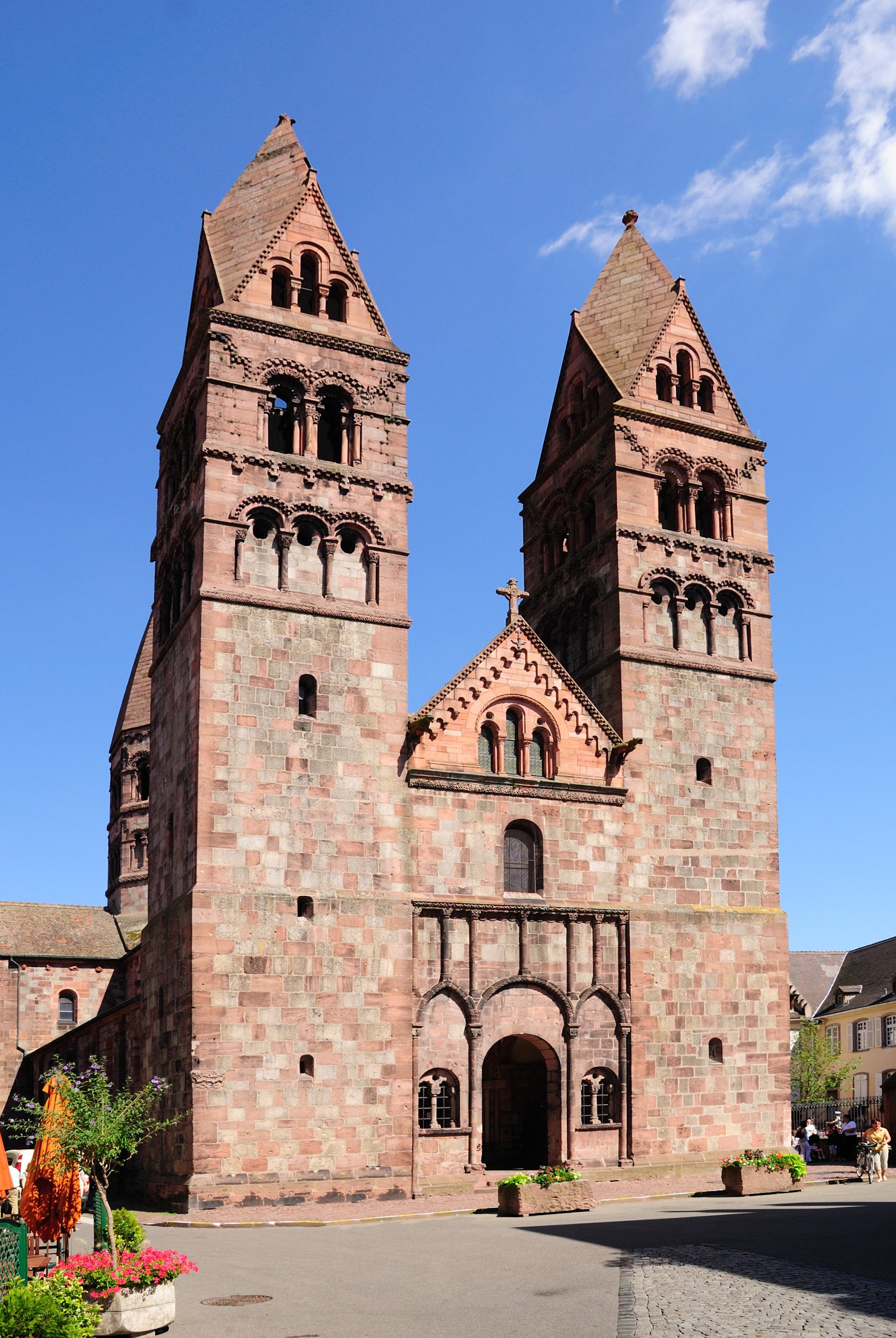
Façade de l'église Sainte-Foy de Sélestat. Le pignon central et les coiffes rhomboïdales des tours sont dus à Charles Winkler.

Lorsqu'il restaure des monuments historiques Winkler s'accorde aussi une liberté d'interprétation qui a souvent été critiquée a posteriori : il a rétabli la symétrie des tours de la façade de l'église Sainte-Foy de Sélestat (1889-1893) en les coiffant de chapeaux rhomboïdaux évoquant la cathédrale de Spire, une forme que l'on ne trouvait pas en Alsace au Moyen Âge. De même, des ajouts ou modifications à l'occasion de la restauration de la collégiale Saint-Thiébaut de Thann (1887-1895) lui ont été reprochés après 1918 dans un contexte de nationalisme attisé.
La liste des églises ou chapelles qu'il a restaurées en Alsace est longue. À l'occasion de ces travaux, Winkler a redécouvert ou participé à la redécouverte des "trésors" cachés ou oubliés du patrimoine architectural religieux d'Alsace tels que le Christ de Wissembourg, les fresques de l'église de Hunawihr, le dallage de l'église Sainte-Foy de Sélestat.
Parmi les restaurations d'édifices non religieux conduites par Charles Winkler, on peut mentionner la façade de l'ancien commissariat de police de Strasbourg (1872-1873) ou l'aménagement du tribunal cantonal de Rouffach pour leur interprétation dans un style néo-classique, la Porte de France de Turckheim ou la Tour des Bouchers de Ribeauvillé, des bâtiments médiévaux qui sont devenus des symboles de l'Alsace touristique. À Turckheim, les tourelles d'angle et les créneaux que Winkler avait fait ajouter en 1888 furent démolis dès 1912.

### Projets non aboutis
Deux projets non finalisés rappellent les ambitions de Charles Winkler, il en reste des épures intéressantes :
- Une proposition de restitution du château du Haut-Koenigsbourg en 1874 : depuis que Viollet-le-Duc s'était intéressé à la ruine de ce château en 1854, l'idée audacieuse d'une reconstruction animait les architectes. Elle sut séduire l'empereur Guillaume II et Charles Winkler compléta son étude en 1894. Le réaménagement du château fut finalement confié à Bodo Ebhardt[19].
- Un projet d'achèvement de la façade ouest de la cathédrale de Strasbourg : après l'achèvement de la cathédrale de Cologne en 1877, plusieurs architectes proposèrent de compléter Notre-Dame de Strasbourg par la construction d'une deuxième flèche. Winkler présente en 1880 un projet original[20] avec deux flèches de styles différents[21]. Ces projets furent abandonnés quand on s'aperçut que la reprise des fondations du pilier nord était urgente.

### Inventaire du patrimoine historique

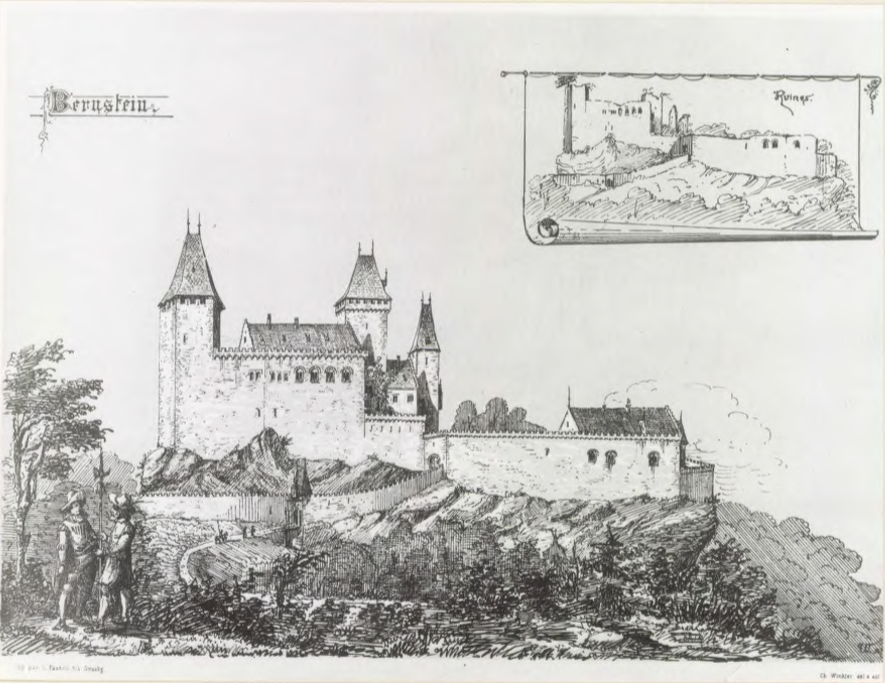
Reconstitution du Château du Bernstein, lithographie de Charles Winkler.

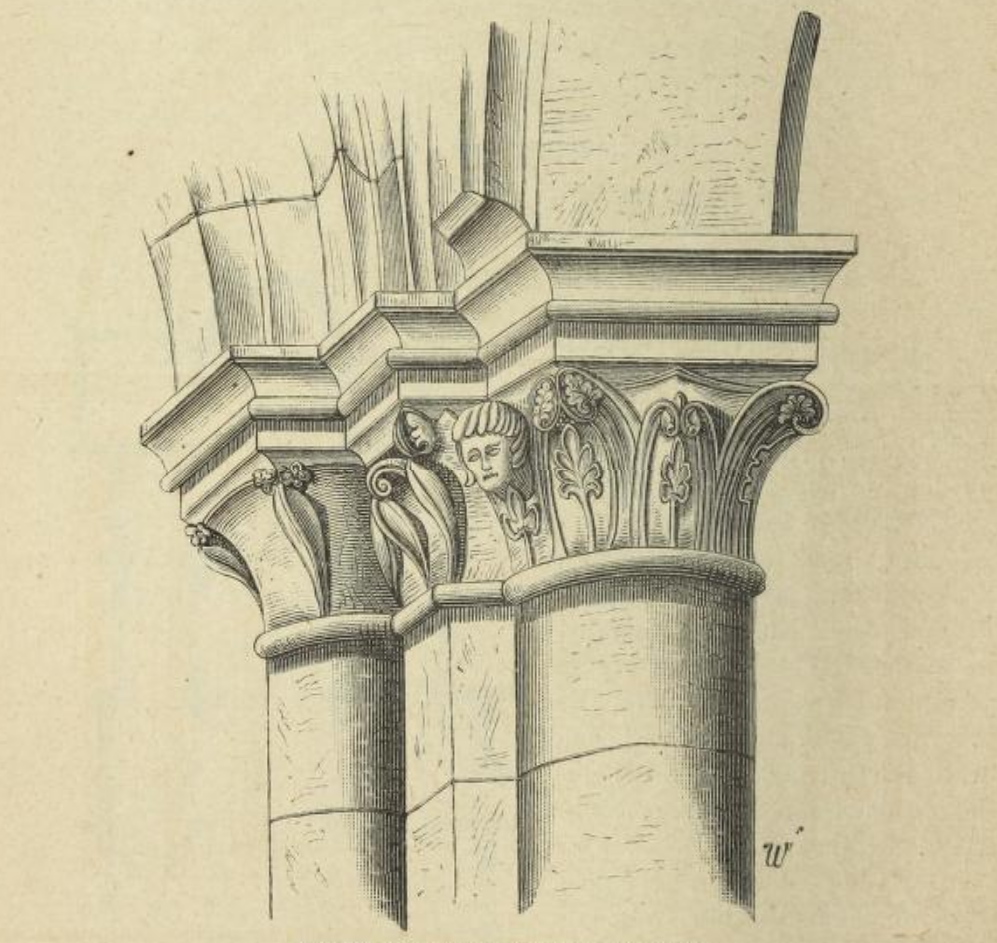
Chapiteaux de l'église Sainte-Croix de Kaysersberg, dessin de Charles Winkler

Charles Winkler publie en 1878 un ouvrage sur les châteaux forts d'Alsace, "Die Burgen im Elsaß jetzt und ehemals", qui présente des plans et dessins des ruines et aussi des reconstitutions des châteaux.
Il dessine les illustrations pour l'inventaire "Kunst und Alterthum in Elsaß-Lothringen" de son collègue Franz-Xaver Kraus (1892).
Membre du Comité de la Société des Monuments historiques et conservateur des Monuments historiques d'Alsace-Lorraine, Winkler propose en 1898 un inventaire qui porte le nombre de monuments classés de 44 à 111.